# 속초설악야구장
속초설악야구장은 2010년 7월 25일 세워진 대한민국 속초시의 야구장이다. 수용인원은 240명이며 인조잔디에 좌우 100m 중앙은 125m이다.